# Aynalıkavak-Palast

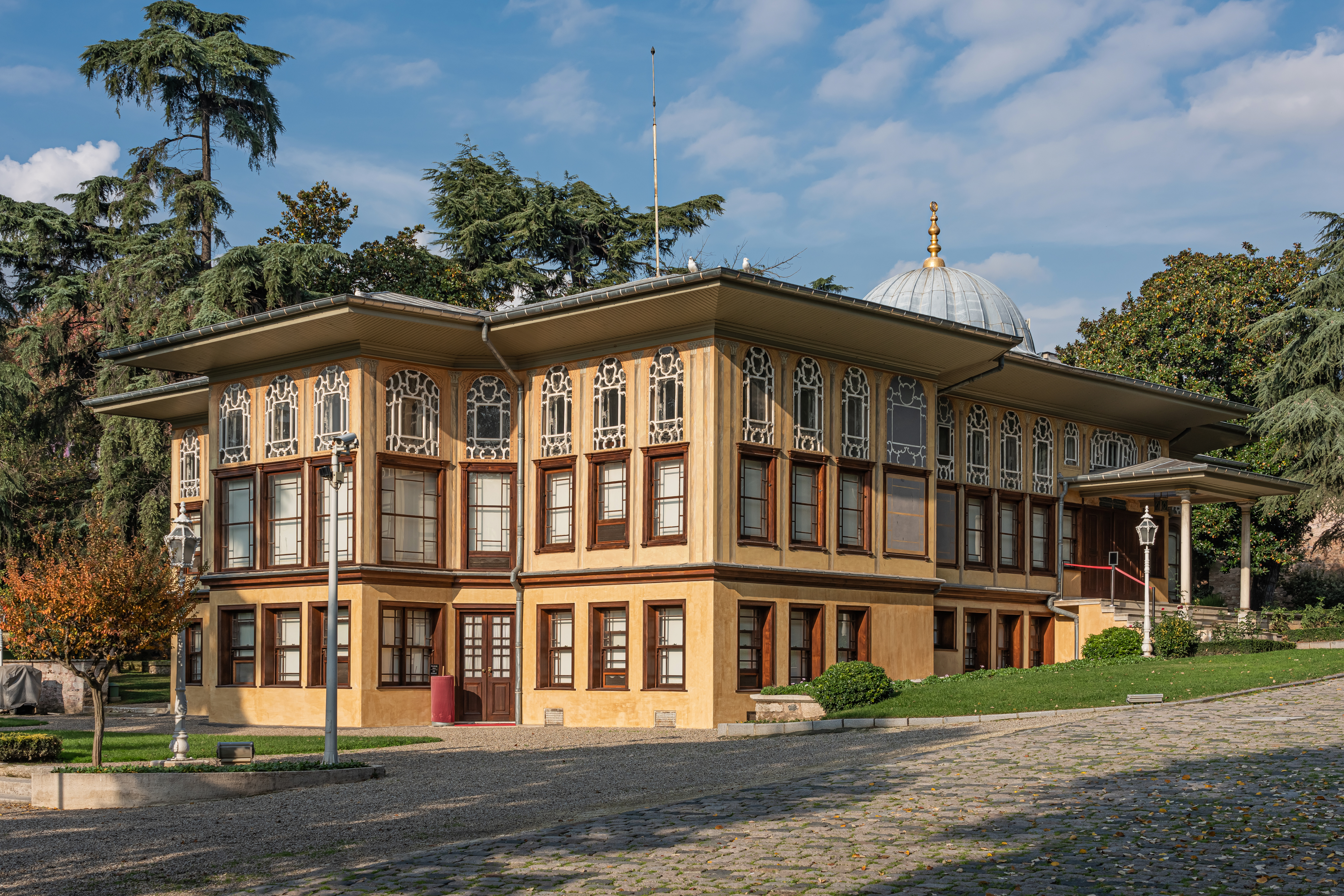
Der Aynalıkavak-Palast

Der Aynalıkavak-Palast (türkisch Aynalıkavak Kasrı) in Istanbul in der Türkei ist ein ehemaliger Sultanspalast, der im Sommer bewohnt wurde.

## Lage
Der Palast liegt am Goldenen Horn direkt am Bosporus und ist heute ein Museum.

## Geschichte
Unter Sultan Ahmed I. (1603–1617) wurden an der Stelle des heutigen Palastes Sommerpaläste errichtet, die als „Werftschlösser“ bezeichnet wurden. Die Anlagen wurden in der Folge erweitert und seit Beginn des 18. Jahrhunderts als Aynalıkavak-Palast bezeichnet.
Der heutige Baustand geht auf die Bauten von Sultan Ahmet III. (1703–1730) und vor allem die Erneuerung durch Sultan Selims III. (1789–1807) zurück. Das Schlösschen ist auf der Seeseite zwei und auf der Landseite ein Stockwerk hoch.
Heute zeigt das Schlossmuseum eine Ausstellung türkischer Musikinstrumente.

## Galerie

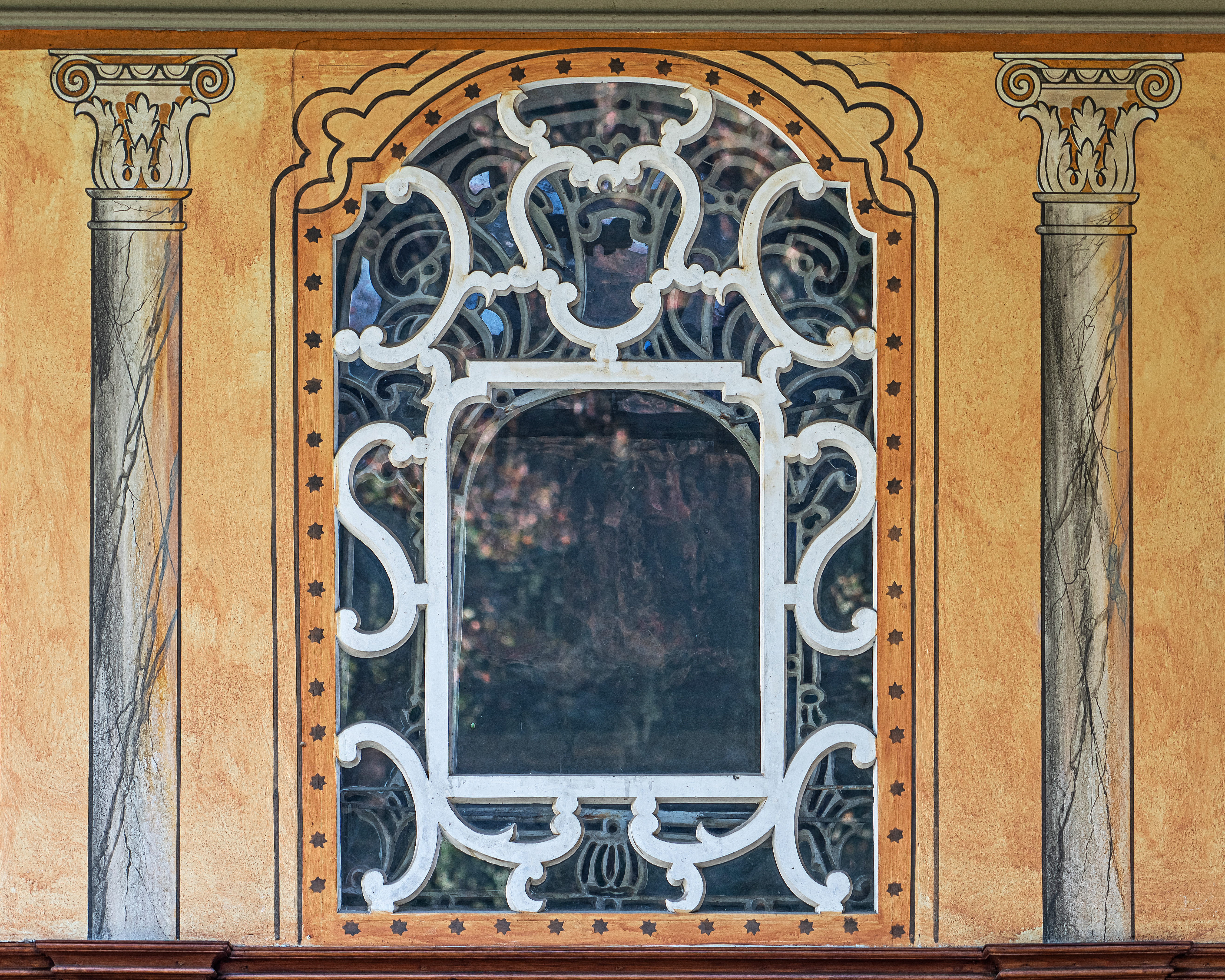
Detail eines der Fenster
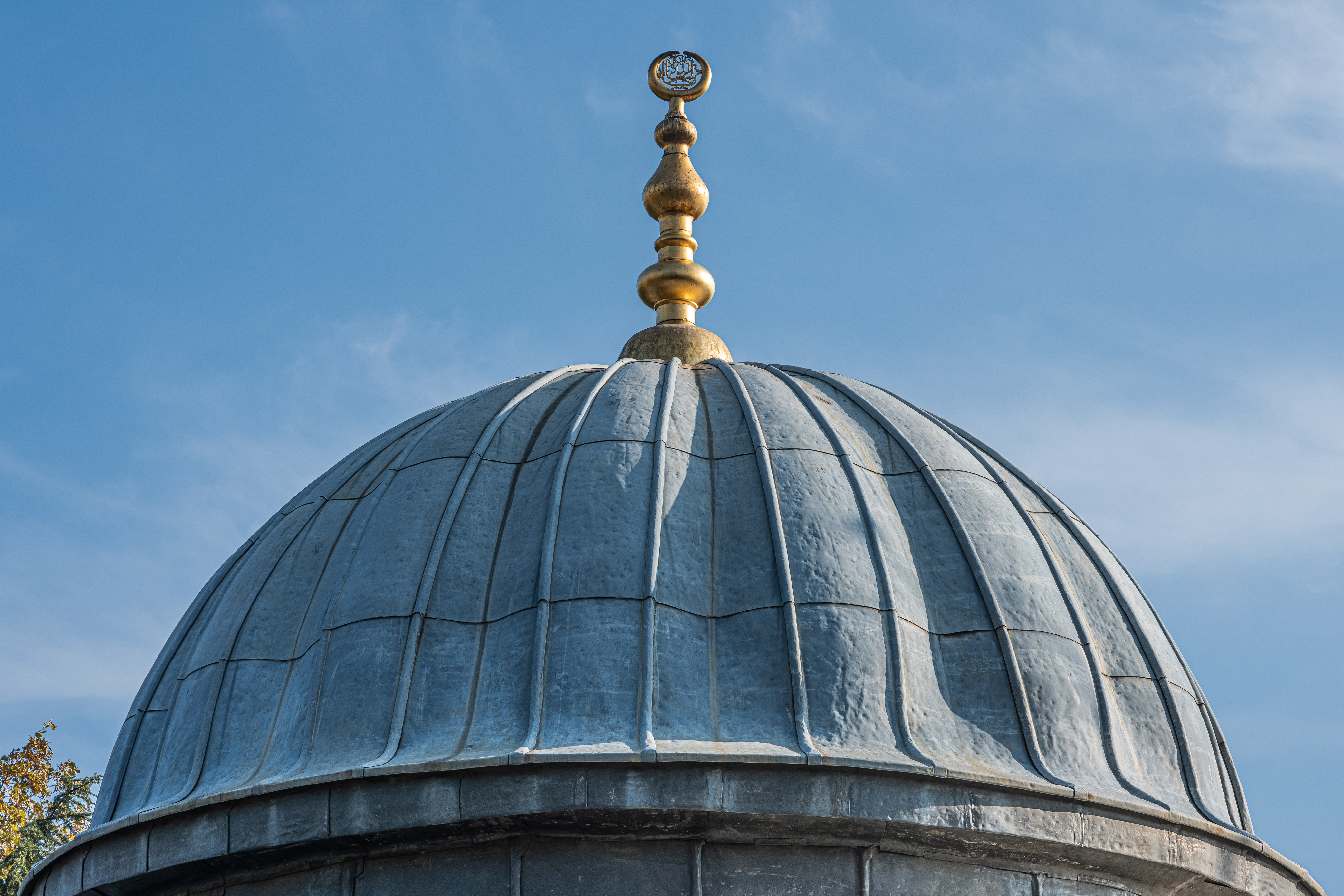
Die Kuppel von außen
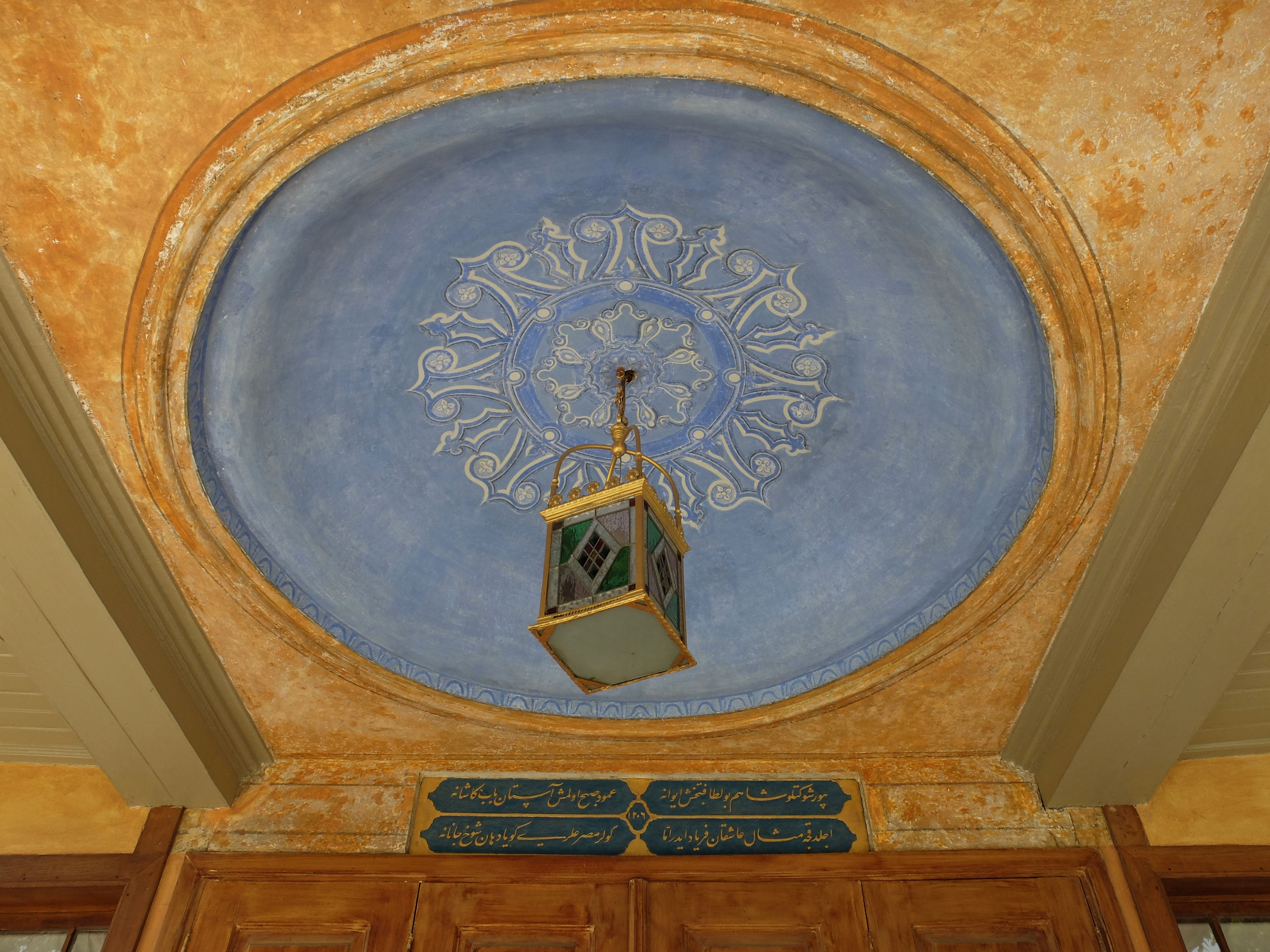
Die Kuppel von innen